# 奇花柳
奇花柳（学名：Salix atopantha）为杨柳科柳属的植物，是中国的特有植物。分布在中国大陆的西藏、甘肃、四川、青海等地，生长于海拔3,700米至4,100米的地区，见于山坡及山谷，目前尚未由人工引种栽培。

## 异名
- Salix atopantha Schneid.
- Salix atopantha Schneid. var. pedicellata C. F. Fang et J. Q. Wang